# Chiesa di Sant'Onofrio alla Vicaria
La chiesa di Sant'Onofrio alla Vicaria o anche chiesa di Sant'Onofrio a Capuana è una chiesa monumentale di Napoli ubicata in piazza Enrico De Nicola, nei pressi di porta Capuana.
L'origine del complesso non è chiara, ma si sa che nel Cinquecento qui si ospitavano donne maltrattate. Nel Seicento venne fondato il conservatorio per piccoli accattoni. Il complesso ebbe notevole importanza perché il conservatorio era diretto da Alessandro Scarlatti e da Francesco Durante.
La chiesa, retta dalla Confraternita di Santa Maria del Buon Principio, custodisce tre altari marmorei sormontati da opere d'arte di mera fattura devozionale, mentre è di notevole rilievo architettonico la facciata, con il portale rinascimentale ben proporzionato e decorato da un prezioso disegno in piperno; pregevole, seppur molto deteriorata, è la statua cinquecentesca di sant'Onofrio, posta sul portale, in una nicchia nel timpano.